# Eugenio Andrés Lira Rugarcía
Mons. Eugenio Andrés Lira Rugarcía fue obispo auxiliar de la Arquidiócesis de Puebla desde el 24 de febrero de 2011 siéndole asignada la Diócesis titular de Capo della Foresta. Pertenece a la Orden de los Oratorianos de San Felipe Neri fue Secretario General de la Conferencia del Episcopado Mexicano para el periodo 2013-2016. Fue designado por el Vaticano y la Conferencia del episcopado Mexicano como organizador de la logística de la visita del papa Francisco a México en 2016.
El Papa Francisco lo nombra Obispo Titular de la Diócesis de Matamoros-Reynosa el 22 de septiembre de 2016.

## Biografía
Nació en la ciudad de Puebla el 24 de julio de 1965. Realizó sus estudios básicos en el Colegio Benavente, ingresó en la Congregación de los Oratorianos de San Felipe Neri y posteriormente cursó los estudios de filosofía y teología en el Seminario Palafoxiano de Puebla. Recibió la ordenación sacerdotal el 22 de febrero de 1991 en la Iglesia de San Felipe Neri (La Concordia) en la ciudad de Puebla. de manos del entonces Arzobispo de Puebla, Mons. Rosendo Huesca y Pacheco.
| Predecesor: Mons. Joseph Karikkassery | Obispo titular de Cappo della Foresta 24 de febrero de 2011 | Sucesor: Carlos Tomás Morel Diplán |

| Predecesor: Mons. Ruy Rendón Leal | Obispo de Matamoros 22 de septiembre de 2016 | Sucesor: En el cargo |